# Nikola Stojanow
Nikola Stojanow (* 26. Januar 1984) ist ein ehemaliger bulgarischer Ringer.
Er nahm an den Junioren-Europameisterschaften 2002 teil und belegte in der Klasse bis 85 kg im griechisch-römischen Stil den 15. Platz. Bei den Junioren-Weltmeisterschaften 2003 schaffte er den sechsten Platz. 2004 wurde er bei den Junioren-Europameisterschaften Europameister. Bei den Ringer-Europameisterschaften 2005 gewann Stojanow die Silbermedaille in der Klasse bis 84 kg. Allerdings war seine Dopingprobe positiv. Er bekam die Medaille aberkannt und wurde für vier Monate gesperrt.